# Huapacal 2da. Sección, Huimanguillo
Huapacal 2da. Sección är en ort i Mexiko.   Den ligger i kommunen Huimanguillo och delstaten Tabasco, i den sydöstra delen av landet, 600 km öster om huvudstaden Mexico City. Huapacal 2da. Sección ligger 22 meter över havet och antalet invånare är 844.
Terrängen runt Huapacal 2da. Sección är mycket platt. Runt Huapacal 2da. Sección är det ganska glesbefolkat, med 45 invånare per kvadratkilometer. Närmaste större samhälle är Pejelagartero 1ra. Sección, 18,0 km norr om Huapacal 2da. Sección. Trakten runt Huapacal 2da. Sección består till största delen av jordbruksmark.